# Карпушинское сельское поселение
Карпушинское сельское поселение — муниципальное образование в составе Котельничского района Кировской области России.
Административный центр — посёлок Карпушино.

## История
Карпушинское сельское поселение образовано 1 января 2006 года согласно Закону Кировской области от 07.12.2004 № 284-ЗО.

## Население
| 2010 | 2012 | 2013 | 2014 | 2015 | 2016 | 2017 |
| ---- | ---- | ---- | ---- | ---- | ---- | ---- |
| 682  | ↘665 | ↘656 | ↘639 | ↘635 | ↘600 | ↘582 |
| 2018 | 2019 | 2020 | 2021 |      |      |      |
| ↘559 | ↘524 | ↘505 | ↗538 |      |      |      |

## Населенные пункты
На территории поселения находится 13 населённых пунктов (население, 2010):
| - посёлок Карпушино — 418 чел.; - деревня Карпушины — 7 чел.; - деревня Патруши — 6 чел.; - деревня Петуховы — 54 чел.; - деревня Пономаревы — 0 чел.; - деревня Сутяга — 10 чел.; - деревня Тимоничи — 3 чел.; | - деревня Халтуровщина — 0 чел.; - село Екатерина — 173 чел.; - деревня Кокушка — 1 чел.; - деревня Крысичи — 2 чел.; - деревня Малая Мельница — 2 чел.; - деревня Пестовы — 6 чел. |